# Antoine Ernst

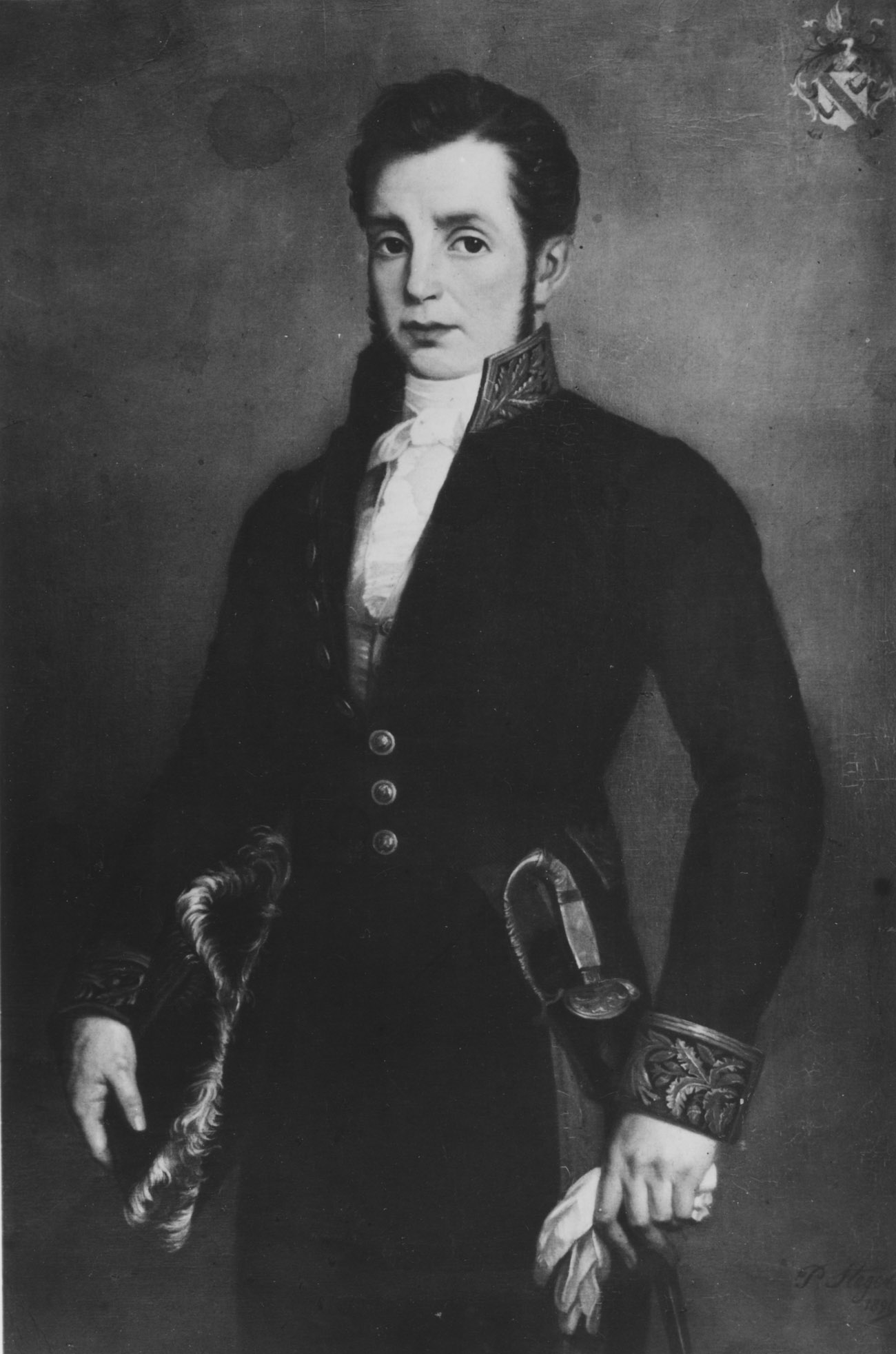
Antoine Ernst

Antoine Nicolas Joseph Ernst (Aubel, 30 maart 1796 - Boppard, 10 juli 1841) was een Belgisch liberaal politicus.

## Levensloop
Antoine Ernst was een zoon van Ulrich Ernst, schepen van de heerlijkheid Gorchem, en van Marie-Agnès Gillet. Hij trouwde met Jeanne Snoeck. Ze hadden drie zoons die in de Belgische erfelijke adel werden opgenomen.
Antoine Ernst promoveerde tot licentiaat in de rechten (1816) aan de École de Droit in Brussel.
Hij werd advocaat aan de balie van Luik en werd repetitor. Van 1822 tot 1833 was hij hoogleraar en in 1831-1832 rector van de Universiteit van Luik. Van 1839 tot aan zijn dood was hij hoogleraar aan de Katholieke Universiteit Leuven.
In 1830 werd hij verkozen tot plaatsvervangend lid voor het Nationaal Congres. Hij werd niet opgeroepen om effectief te zetelen. In 1833 werd hij verkozen tot liberaal volksvertegenwoordiger voor het arrondissement Luik. Hij vervulde dit mandaat tot in 1839. Hij was tevens minister van Justitie van 1834 tot 1839, in de unionistische regering-De Theux de Meylandt I.
Er is een Place Antoine Ernst in Aubel.